# الشعبة (السدة)
قرية الشعبة تابعة لقرية الشعبة، التابعة لعزلة يشبم بمديرية مديرة الصعيد إحدى مديريات محافظة شبوة في الجمهورية اليمنية.، بلغ تعداد سكانها 79 حسب تعداد اليمن لعام 2004.